# Kaitlyn
Celeste Beryl Bonin, meglio conosciuta con il ring name Kaitlyn (Houston, 7 ottobre 1986), è una wrestler e culturista statunitense, nota per i suoi trascorsi nella WWE tra il 2009 e il 2014.
È stata la vincitrice della terza stagione del reality show NXT; ha inoltre conquistato una volta il Divas Championship.

## Carriera

### World Wrestling Entertainment (2009–2014)

#### Florida Championship Wrestling (2009–2010)
Nel giugno del 2010 ha firmato un contratto con la WWE ed è stata subito mandata nella Florida Championship Wrestling (FCW). L'8 luglio ha fatto il suo debutto con il ring-name di Celeste, partecipando ad un Bikini contest; poche settimane dopo ha cambiato il suo pseudonimo in Kaitlyn. Il 2 settembre è stata una delle lottatrici a bordo ring in un Lumberjill match per l'FCW Divas Championship che vide AJ Lee difendere il titolo contro Naomi. La settimana successiva Kaitlyn ha fatto il suo esordio sul ring, perdendo un Intergender Tag Team match in coppia con Leo Kruger contro Brad Maddox e Jamie Keyes.

#### NXT(2010–2011)

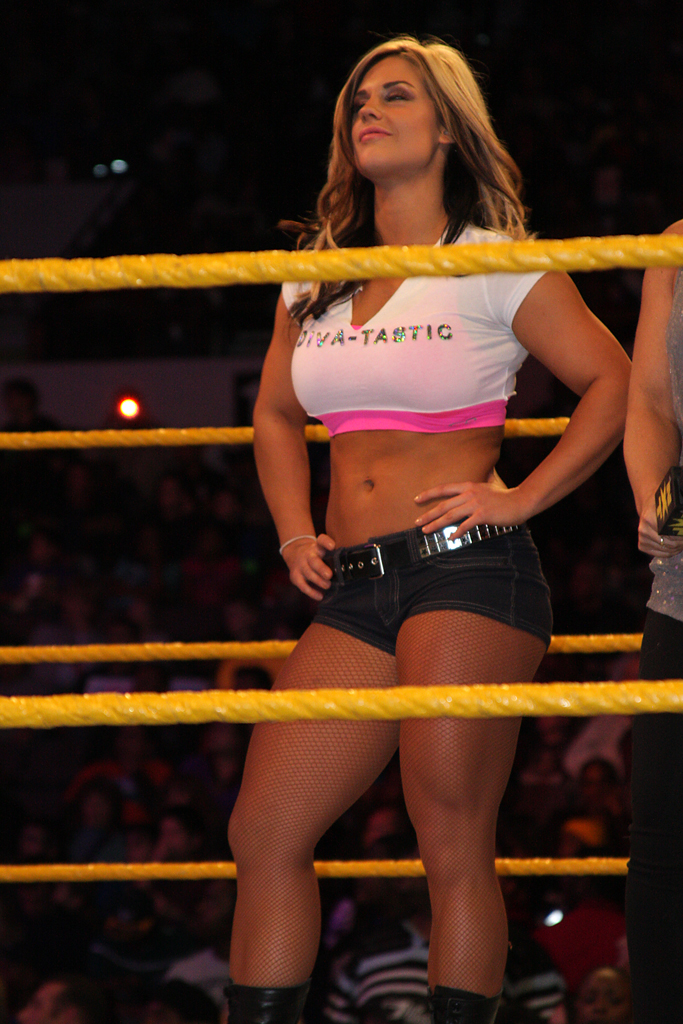
Kaityln durante l'ultima puntata di NXT nel 2010

Il 14 settembre 2010 fa il suo esordio nella World Wrestling Entertainment, durante la seconda puntata di NXT, in cui fa coppia con il suo Pro Dolph Ziggler sconfiggendo AJ Lee e Primo Colón. Gli eccessivi festeggiamenti tra Kaitlyn e Ziggler scatenano le gelosie di Vickie Guerrero, all'epoca manager dello Show-Off. Inoltre, nella stessa puntata, Kaitlyn vince la sua prima "prova immunità": la Obstacle Course, ovvero una corsa a ostacoli. Il 21 settembre, durante la terza puntata, Kaitlyn e le Laycool vengono battute da Kelly Kelly, Jamie e Naomi: accusata di essere la causa della sconfitta, viene picchiata dalle sue compagne di squadra a fine match. Nella quarta puntata, andata in onda il 28 settembre, Kaitlyn vince la prova denominata "Wheelbarrow Challenge", che consiste nello spingere una carriola con dentro Hornswoggle. Oltre a questo, Kaitlyn entra in contrasto con la sua pro Vicky Guerrero e la sfida in un match da combattere la settimana seguente. Il 5 ottobre, quindi, ottiene la sua prima vittoria in singolo contro Vicky Guerrero. Oltre a ciò, la quinta puntata di NXT è la prima eliminatoria e Kaitlyn vince la gara dei talenti raggiungendo AJ per numero di prove vinte: a questo punto è il pubblico a decidere che l'immunità va a Kaitlyn, mentre Jamie viene eliminata. Il 19 ottobre perde contro Maxine in FCW. Mentre nel sesto episodio di NXT non accade nulla di significativo per Kaitlyn, nel settimo, andato in onda il 19 ottobre, Vicky Guerrero e Alicia Fox decidono di stabilire chi tra di loro sia la miglior pro. Mentre Maxine e Kaitlyn si batteranno, le due coatch saranno a bordo ring a dare consigli. Kaitlyn, costretta a combattere indossando una scomoda felpa con cappuccio, viene sconfitta. Durante l'ottava puntata trasmessa il 26 ottobre, Kaitlyn vince la gara del miglior costume travestendosi da Vicky Guerrero. Il 2 novembre Kaitlyn e Dolph Ziggler vengono sorpresi a scambiarsi effusioni nel backstage e, quando Vicky tenta di attaccarla, Kaitlyn le sbatte in faccia la torta nuziale di Aksana e Goldust. A parte questo, il nono episodio di NXT è eliminatorio e sebbene Kaitlyn vinca la sfida in cui bisognava scartare dei pacchetti in cerca di una bandiera, non riesce ad ottenere l'immunità. Tuttavia, a venire eliminata, è Maxine. Nonostante NXT non sia ancora terminato, il 5 novembre Kaitlyn ha l'occasione di combattere per la prima volta a SmackDown contro Vicky Guerrero, ma perde grazie ad uno schienamento sleale. Il 7 novembre, in FCW, Kaitlyn e Naomi battono Aksana ed AJ. Il 9 novembre, durante la decima puntata di NXT, vince la "Arm Wrestling Challenge", ovvero un torneo di braccio di ferro. Per di più, ha la peggio in una rissa con Vicky Guerrero nel backstage. Il 14 novembre torna di nuovo in FCW per disputare un match contro Rosa Mendes che la batte. Il 16 novembre va in onda l'undicesima puntata: Kaitlyn perde contro Naomi, ma sfugge all'eliminazione che invece tocca ad Aksana. Il 23 novembre, durante il dodicesimo episodio di NXT, Kaitlyn viene sconfitta da Nikki Bella, vince la gara di sumo e ad essere eliminata non è lei, bensì AJ. Il 30 novembre va in onda la tredicesima e ultima puntata, ovvero la finale tra Kaitlyn e Naomi. Dopo aver sconfitto Naomi in un match, Kaitlyn riesce a vincere la terza stagione di NXT strappando un contratto con il roster di SmackDown.
Combatte il suo primo match da superstar ufficiale nella puntata di Raw del 13 dicembre partecipando alla Battle Royal per decretare la diva dell'anno, ma senza successo dato che è la prima ad essere eliminata per mano di Tamina. Il 28 gennaio 2011, a SmackDown, combatte in coppia con Kelly Kelly contro il duo delle Laycool, ma vengono sconfitte. In questo periodo, per farle acquisire l'esperienza di cui ha bisogno, spesso la WWE invia Kaitlyn a combattere in FCW, suo territorio di sviluppo. Il primo di questi match si svolge il 16 gennaio e Kaitlyn esce vittoriosa contro l'allora "Queen of FCW" Rosa Mendes. Il 6 febbraio, in FCW, Kaitlyn e Naomi Knight battono AJ Lee e Rosa Mendes. Il 27 febbraio, sempre in FCW, affronta per la prima volta in singolo AJ, ma perde. L'11 marzo, a SmackDown, viene sconfitta da Layla e malmenata anche dopo la fine dello scontro. Il 3 aprile, in FCW, Kaitlyn e Naomi hanno la meglio su AJ e Aksana. L'11 aprile Kaitlyn viene battuta da AJ in FCW. Il 24 aprile, in FCW, Kaitlyn e Naomi sconfiggono ancora il team formato da AJ e Aksana.

#### Alleanza con AJ Lee (2011–2012)

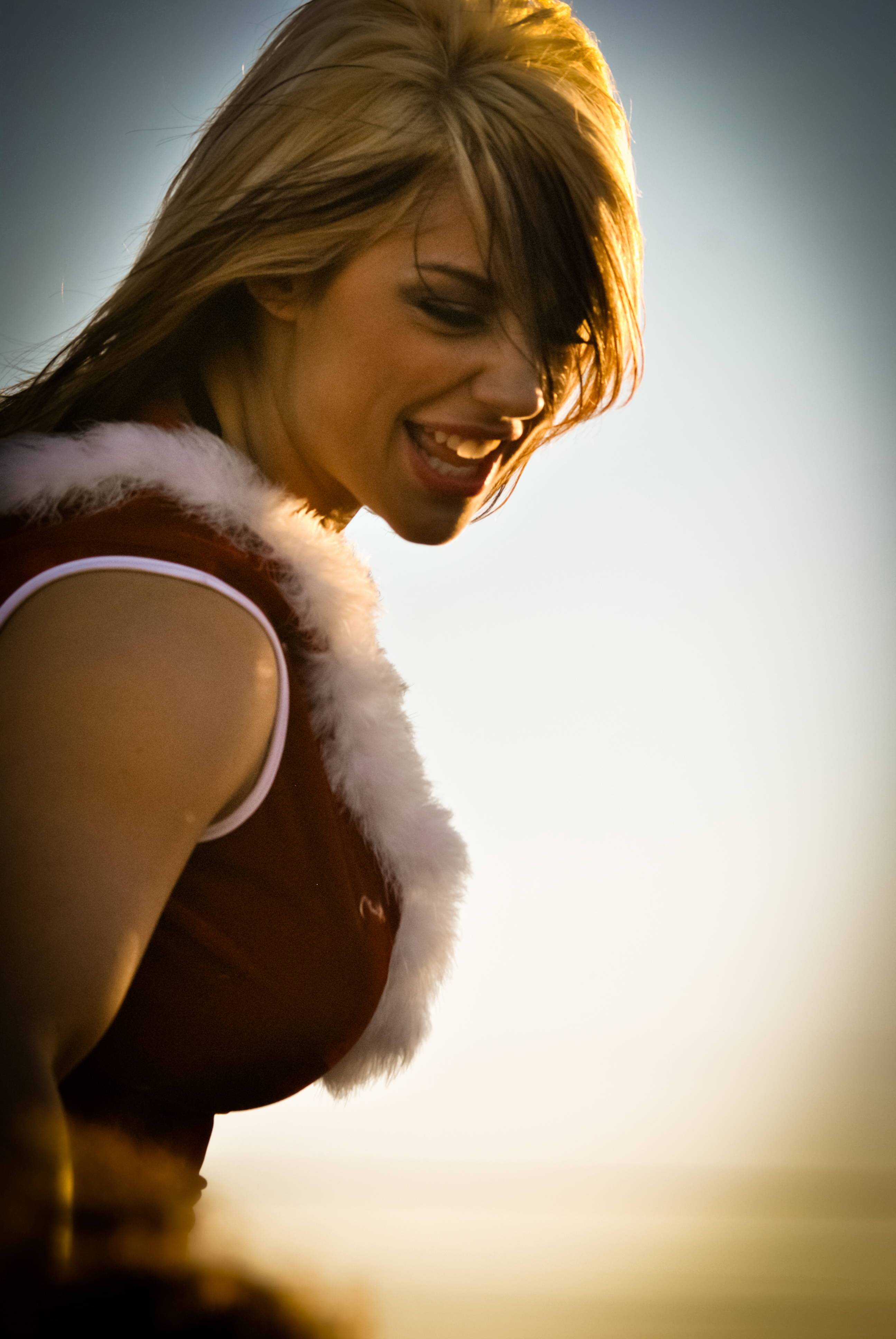
Kaitlyn nel dicembre del 2011

Il 27 maggio, a SmackDown, Kaitlyn e AJ combattono per la prima volta in coppia, formando difatti il duo delle Chickbusters. Tuttavia, se pur accompagnate da Natalya, perdono l'incontro che le vedeva opposte a Tamina e Alicia Fox. Il rematch avviene il 3 giugno, di nuovo a SmackDown, ma a vincere sono ancora Tamina e Alicia Fox. Un piccolo successo arriva nella puntata di Raw "All Star Night" andata in onda il 13 giugno, in cui vince un 14-diva tag team match insieme a Beth Phoenix, Eve Torres, Gail Kim, AJ, Kelly Kelly e Natalya sconfiggendo Alicia Fox, Rosa Mendes, Tamina, Melina, Brie Bella, Nikki Bella e Maryse. Il 17 giugno, a SmackDown, Kaitlyn, AJ e Natalya vengono battute da Tamina, Alicia Fox e Rosa Mendes. Gli stessi team si riaffrontano a Superstars il 23 giugno, ma stavolta a trionfare sono Kaitlyn, AJ e Natalya. Il 30 giugno Kaitlyn perde a Superstars contro Alicia Fox. Il 3 luglio, in FCW, ha un match valido per il FCW Divas Championship contro la campionessa Aksana, ma perde. Il 29 luglio, a SmackDown, Kaitlyn, AJ e Natalya vengono sconfitte da Tamina, Alicia Fox e Rosa Mendes. Il 4 agosto, a Superstars, Kaitlyn perde contro Alicia Fox. Il 12 agosto, a SmackDown, Kaitlyn e AJ, d'ora in avanti le Chickbusters, vengono sconfitte da Beth Phoenix e Natalya, ovvero le Divas of Doom. Il 16 agosto, in FCW, Kaitlyn, AJ e Christina Crowford sconfiggono Sonya Deville, Raquel Diaz e Audrey Marie. Il 23 settembre, a SmackDown, le Chickbusters vengono battute di nuovo dalle Divas of Doom. Durante l'episodio di Superstars del 29 settembre, le Chickbusters vengono battute dalle Bella Twins. Il 19 ottobre, a NXT, Kaitlyn ottiene una vittoria contro Maxine. In FCW, il 23 ottobre, Kaitlyn e Caylee perdono contro Naomi e Cameron. Il 26 ottobre Kaitlyn sconfigge Tamina ad NXT. Il 2 novembre, sempre ad NXT, c'è il rematch fra le due e a trionfare è ancora Kaitlyn. L'11 novembre, a SmackDown, le Chickbusters perdono di nuovo contro le Divas of Doom e, quando queste iniziano ad accanirsi su AJ anche dopo la fine del match, Kaitlyn abbandona la compagna ritenendola la causa della sconfitta. Nonostante i dissapori, le Chickbusters tornano ad affrontare le Divas of Doom il 18 novembre a SmackDown, ma perdono anche in questa occasione. Il 2 dicembre, a Raw, prende parte al Divas Mistletoe on a Pole Match, ma non è lei a riuscire ad afferrare il vischio. Il 12 dicembre, a SmackDown stavolta, Kaitlyn e Alicia Fox hanno la meglio su Tamina e Natalya.
Il 21 dicembre, a NXT, combatte contro Maxine e riesce a vincere grazie ad un involontario aiuto da parte di Derrick Bateman. Il 25 dicembre, in FCW, Kaitlyn e Cameron vengono battute da Ivelisse Vélez e Caylee Turner. Il 4 gennaio ad NXT Kaitlyn e Maxine combattono ancora, ma stavolta ad avere la meglio è Maxine. Il 5 febbraio, in FCW, Kaitlyn e Audrey Marie battono Sofia Cortez e Raquel Diaz. Ancora una volta, Kaitlyn e Maxine si affrontano ad NXT, per la precisione l'8 febbraio e a vincere è Maxine. All'origine di questa rivalità pare esserci la gelosia di Maxine scatenata dall'amicizia fra Derrick Bateman, il suo uomo, e appunto Kaitlyn (kayfabe). Il 15 febbraio, ad NXT, mentre Derrick Bateman e Justin Gabriel hanno appena sconfitto Johnny Curtis e Heath Slater, Maxine attacca Kaitlyn che si trovava al tavolo di commento e tenta di costringerla a mangiare un'intera scatola di cioccolatini. Il 29 febbraio, ad NXT, Kaitlyn, Justin Gabriel e Alicia Fox tentano di far comprendere a Derrick Bateman che Maxine non lo ama e, quando Bateman domanda cosa sia allora l'amore, Kaitlyn lo bacia. Ovviamente sopraggiunge Maxine che ingaggia una rissa con Kaitlyn. La sera stessa le due si fronteggiano in un match e a vincere è Kaitlyn. Il 14 marzo, a NXT, Derrick Bateman e Kaitlyn sconfiggono la coppia formata da Johnny Curtis e Maxine. A fine match Bateman annuncia che tra lui e Maxine è tutto finito, che lei può frequentare chiunque voglia, da Johnny Curtis a William Regal e detto ciò, stampa un bacio sulle labbra di Kaitlyn. Il 18 marzo Kaitlyn fa la sua ultima apparizione in FCW, combattendo e vincendo un Tag Team Match in coppia con Audrey Marie contro Sofia Cortez e Paige. Il 4 aprile Kaitlyn combatte a NXT contro Natalya, ma perde. Il 18 aprile, ad NXT, mentre Derrick Bateman e Johnny Curtis sono al tavolo di commento, Kaitlyn viene sconfitta da Maxine. Il 25 aprile, ad NXT, Kaitlyn e Tamina hanno la meglio sul team formato da Natalya e Maxine. Il 27 aprile, nel backstage di SmackDown, Kaitlyn tenta di far capire ad AJ quanto sia sbagliata la sua relazione con Daniel Bryan, ma questa la colpisce con uno schiaffo. Il 4 maggio, nel backstage di SmackDown, AJ si scusa per averla schiaffeggiata, ma quando Kaitlyn torna a parlare di Daniel Bryan, riceve un altro schiaffo. Ciò porta allo scioglimento delle Chickbusters e ad un incontro tra le due che va in onda l'11 maggio a SmackDown: in quest'occasione Kaitlyn perde in pochi secondi ed AJ continua a malmenarla fino all'arrivo di Daniel Bryan. Il 16 maggio è ad NXT dove affronta nuovamente Maxine battendola. Il 30 maggio Kaitlyn è di nuovo ad NXT e, mentre Maxine si trova al tavolo di commento, batte Tamina Snuka in un match. Il 13 giugno prende parte all'ultima puntata di NXT Redemption vincendo contro Natalya, ma a colpire sono le parole di William Regal, in veste di commentatore: oltre ad affermare che Kaitlyn sia la sua diva preferita in WWE, si dice positivamente sorpreso dalla sua prestazione che giudica la migliore in carriera.

#### Faida con Eve Torres (2012–2013)
A sorpresa, nell'edizione di Raw del 20 agosto, Kaitlyn vince una Battle Royal e si laurea prima sfidante al titolo delle Divas, detenuto da Layla. Il 14 settembre ottiene un'importante vittoria contro Beth Phoenix. Kaitlyn dovrebbe incassare il match titolato contro Layla a Night of Champions, ma viene attaccata prima del match e il suo posto viene preso da Eve Torres che vince match e cintura. L'8 ottobre, nell'edizione di Raw, riesce a disputare un match valido per la corona, ma la Torres ha la meglio. Il 18 ottobre batte Beth Phoenix a Superstars. Il 28 ottobre, a Hell in a Cell, partecipa ad un Triple Treat Match valido per il titolo contro Layla ed Eve Torres, ma a trionfare è quest'ultima. Il 5 novembre, a Raw, Kaitlyn e Layla hanno la meglio su Eve Torres e Aksana. Il 12 novembre batte Layla divenendo la number one contender contro Eve Torres a Survivor Series. Il 16 novembre vince assieme a Natalya e Layla un Six-Diva Tag Team Match contro Eve Torres, Alicia Fox e Aksana. Il 18 novembre, durante Survivor Series riesce a difendersi nel backstage da un attacco di Aksana, tuttavia perderà il match con Eve Torres.
Il 19 novembre sconfigge Aksana a Raw, mentre il 14 dicembre la batte una seconda volta a SmackDown!. Il 16 dicembre, durante il pre-show di WWE TLC, partecipa alla Divas Battle Royal per eleggere la Number One Contender arrivando in finale, ma viene eliminata da Naomi grazie all'intervento di Eve Torres. Il 17 dicembre, in occasione degli Slammy Awards, batte la Divas Champion Eve Torres in un match non valevole per il titolo. Il giorno seguente, a SmackDown, Kaitlyn ha una serata piuttosto movimentata. Prima fa una rissa con AJ nel backstage e poi combatte un match valevole per il titolo contro Eve Torres, ma quest'ultima si fa squalificare mantenendo la cintura. Il 31 dicembre, a Raw, Kaitlyn è protagonista di un attacco ai danni di Eve Torres. Il 7 gennaio 2013 Kaitlyn ottiene un match per il titolo, ma Eve Torres abbandona il ring facendosi squalificare e pertanto mantenendo la cintura.

#### Divas Champion (2013–2014)

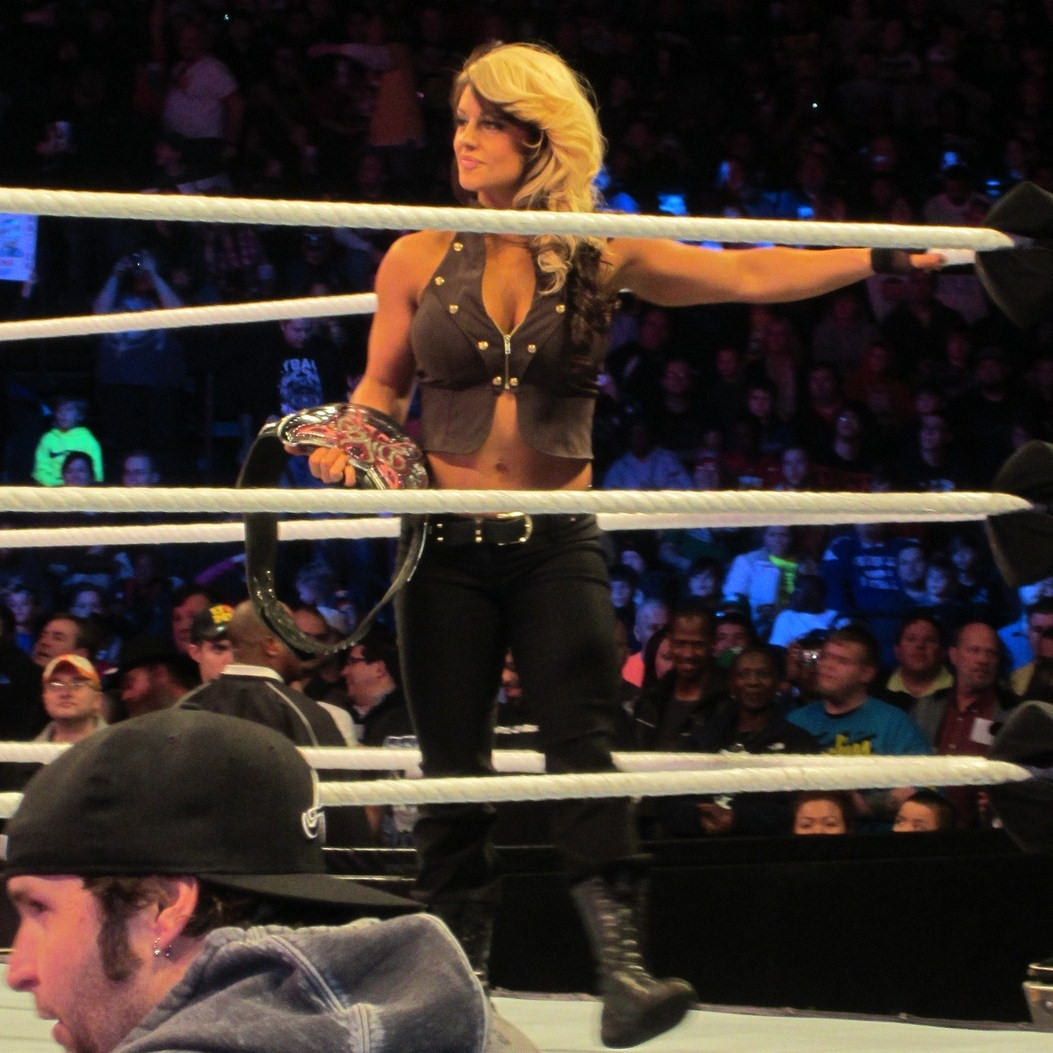
Kaitlyn con il Divas Championship nel febbraio del 2013

Al Raw 20th Anniversary special del 14 gennaio, Eve Torres e Kaitlyn si sfideranno in un match che prevede il passaggio del titolo anche per squalifica o per count-out. Durante quest'occasione Kaitlyn utilizzerà la Spear come sua nuova Finisher laureandosi Divas Champion. In seguito, Eve annuncia il suo abbandono dalla WWE, dando automaticamente la vittoria della faida a Kaitlyn.
Il 18 gennaio sconfigge Aksana a SmackDown. Il 21 gennaio, a Raw, batte Alicia Fox. Il 28 gennaio Kaitlyn e Tamina disputano un Las Vegas Showgirls Lumberjills Match che viene interrotto a causa di una rissa scoppiata tra le divas che si trovavano a bordo ring. Il 15 febbraio, a Superstars, batte Natalya. Il 17 febbraio, ad Elimination Chamber Kaitlyn sconfigge Tamina, difendendo così il Divas Championship. Il 22 febbraio Kaitlyn e Layla sconfiggono Tamina e Aksana a SmackDown. Il 7 marzo, a SmackDown, Kaitlyn perde contro Tamina a causa dell'involontaria interferenza di Layla. Il 15 marzo Kaitlyn e Layla hanno la meglio sul team composto da Tamina e Aksana.
Inizierà poi una rivalità con l'ormai ex amica AJ Lee. Il 25 marzo AJ sente Kaitlyn dire che la ritiene fuori di testa a causa della sua vicinanza a Daniel Bryan e Kane, quindi la attacca. La sera stessa, AJ sconfiggerà la Divas Chiampion per count-out. Nel frattempo, Kaitlyn difende la cintura a NXT contro Natalya. Il 29 marzo vince un Mixed Tag Team Match in coppia con Daniel Bryan contro AJ e Dolph Ziggler. Il 12 aprile perde insieme alle Funkadactyls contro Tamina e le Bella Twins. Il 15 aprile perde contro Nikki Bella che vince facendosi sostituire dalla sorella gemella, ma il titolo non era in palio. Il 22 aprile AJ Lee vince la Divas Battle Royal divenendo la Number One Contender per il Divas Championship. Titolo che viene messo in palio il 24 aprile nell'edizione di NXT in cui Kaitlyn riesce a sconfiggere AJ. Il 26 aprile, a Superstars, Kaitlyn e Layla hanno la meglio su Tamina e Aksana. Il 3 maggio batte Tamina a Superstars. Il 6 maggio Kaitlyn e le Funkadactyls sconfiggono AJ e le Bella Twins. Il 17 maggio, a SmackDown, ha la meglio su Aksana. Il 19 maggio AJ e Kaitlyn fanno una rissa nel backstage di WWE Extreme Rules. Il 27 maggio lei e Natalya perdono contro le Bella Twins. Il 10 giugno, a Raw, Kaitlyn ha l'occasione di incontrare il suo ammiratore segreto che le inviava regali e messaggi da mesi. Questi si rivela essere Big E che, in combutta con AJ, spezza il cuore a Kaitlyn. A questo punto AJ sale sul ring per spiegare le ragioni del suo gesto: dato che si è sentita abbandonata da Kaitlyn, vuole che questa provi il suo stesso dolore (kayfabe). Il 14 giugno, a SmackDown, Kaitlyn sfoga la sua rabbia su Aksana e sull'arbitro che doveva occuparsi del loro match. La resa dei conti arriva il 16 giugno a WWE Payback in cui, dopo un esaltante match, AJ Lee vince il Divas Championship. Dopo un regno durato cinque mesi, Kaitlyn non può che scoppiare in lacrime.
Il 19 giugno sconfigge Aksana a SmackDown. Il 24 giugno, a Raw, Kaitlyn batte Aksana; tuttavia il match viene disturbato da AJ travestita da Kaitlyn che, con l'aiuto di Big E, recita la scena in cui quest'ultimo le ha spezzato il cuore. In risposta a ciò, il 28 giugno a SmackDown, il match tra AJ e Natalya viene interrotto da Kaitlyn che si presenta mascherata da AJ parodiandone l'abitudine di innamorarsi di chiunque. Oltre a questo, Kaitlyn distrae AJ facendole perdere il match per poi finirla con una Spear. Il 1 luglio, a Raw, dopo che Kaitlyn ha sconfitto Alicia Fox, AJ arriva sulla scena per lanciare l'ennesima provocazione: mostra un Photoshop di una Kaitlyn esageratamente in sovrappeso. Il 5 luglio, a SmackDown, AJ fa perdere a Kaitlyn un match contro Alicia Fox. L'8 luglio, a Raw, viene organizzato un Tag Team Match che vede opporsi Alicia Fox e AJ a Layla e Kaitlyn, ma quest'ultima ignora il regolamento del match e attacca AJ per poi metterla KO con una Spear. Il 12 luglio, a SmackDown, Kaitlyn e AJ firmano il contratto per il loro match a Money in the Bank ed è la prima volta nella storia della WWE che viene mostrata la cerimonia della firma del contratto per il Divas Championship. In quest'occasione Kaitlyn risponde alle provocazioni di AJ pestandola e schiaffeggiando Big E. A Money in the Bank, a vincere è di nuovo AJ Lee e nel corso del match Kaitlyn subisce un infortunio al gomito che la tiene lontano dalle scene per poche settimane.
Ritorna nel corso dell'edizione del 26 luglio di SmackDown, interrompendo con una Spear la rabbia di AJ su Dolph Ziggler. Nella puntata di Raw del 29 luglio, Kaitlyn ha la meglio su AJ in un match non valevole per il titolo. Il 2 agosto l'episodio di SmackDown si svolge a Houston, città natale di Kaitlyn e qui, le viene concesso un match per il Divas Championship. Tuttavia a vincere è AJ grazie all'intervento di Layla che effettua un Turn Hell. Il 5 agosto, a Raw, viene sconfitta da Layla a causa dell'interferenza di AJ. La sera stessa Kaitlyn tenta di rifarsi attaccando AJ che stava seguendo a bordo ring il match tra Dolph Ziggler e Big E, ma ciò favorisce la vittoria di quest'ultimo. Nell'edizione del 9 agosto di SmackDown, Kaitlyn, insieme a Dolph Ziggler, interrompe l'intervista ad AJ Lee e Big E Langston con The Miz nella MizTV, con il risultato che The Miz annuncia un Mixed Tag Team Match che vedrà opporsi Kaitlyn e Dolph Ziggler a AJ e Big E Langston a SummerSlam. Il 16 agosto Kaitlyn e Natalya perdono contro la coppia formata da AJ e Layla. Il 18 agosto a SummerSlam, Kaitlyn e Dolph Ziggler vincono il loro Mixed Tag Team Match contro AJ Lee e Big E Langston.
Tuttavia il successo a Summerslam si rivela una "vittoria di Pirro", dato che dopo questo match Kaitlyn viene esclusa dalla corsa al Divas Championship non partecipando né a WWE Night of Champions, né a WWE Battleground. Resta fuori dalle scene fino all'11 ottobre quando combatte addirittura due match: a SmackDown, Kaitlyn, Natalya e Eva Marie perdono contro Brie Bella e le Funkadactyls; a Superstars, invece, subisce una sconfitta per mano di Tamina Snuka. A WWE Hell in a Cell fa l'opinionista a Ringside assieme a Dolph Ziggler, R-Truth e Michael Cole. Nel mese di novembre la sua unica apparizione è a WWE Survivor Series in un match 7vs7 che vede opporsi il Team Total Divas (composto dalle Bella Twins, le Funkadactyls, Natalya, Jojo e Eva Marie) al Team True Divas (formato da AJ, Tamina, Kaitlyn, Summer Rae, Rosa Mendes, Alicia Fox e Aksana. Kaitlyn entra nel ring quando il suo team si trova in uno svantaggio di quattro contro sei e riesce a riportare il match in parità eliminando Eva Marie e Naomi per essere poi schienata da Brie Bella. La sfida verrà poi vinta dal Team Total Divas.
Il 6 dicembre batte Aksana a Superstars. L'11 dicembre, al Tribute to the Troops, partecipa alla Divas Battle Royal, ma viene eliminata da AJ. Il 13 dicembre sconfigge nuovamente Aksana, sempre a Superstars. Il 18 dicembre viene sconfitta da AJ a WWE Main Event. Il 19 dicembre, a Superstars, perde contro Summer Rae.
Kailtyn combatte il suo ultimo match l'8 gennaio 2014, a Main Event, contro la rivale di sempre: AJ Lee, che la sconfigge. Nello stesso giorno, la federazione annuncia sul sito ufficiale che Kaitylin ha rescisso volontariamente il suo contratto per tornare a praticare fitness.

### Circuito indipendente (2017–2018)
Il 22 dicembre 2017 la Costal Championship Wrestling (CCW) ha annunciato che Kaitlyn sarebbe ritornata a combattere il 10 febbraio 2018 utilizzando come ring name il suo vero nome: Celeste Bonin. Ciò è avvenuto in un match che l'ha vista uscire vincitrice contro Rachel Ellering. Durante l'evento CCW Summer of Glory, avvenuto nel giugno 2018, Celeste Bonin, Vanilla Vargas e la campionessa Chelsea Durden si sono sfidate in un Triple Threat Match valido per il CCW Divas Championship vinto poi dalla Vargas. Questa partecipazione al circuito indipendente le permetterà di essere selezionata per il torneo Mae Young Classic.

### Apparizioni sporadiche (2018–2019)
Kaitlyn fa il suo ritorno firmando un nuovo contratto con la WWE per poi partecipare alla seconda edizione del torneo Mae Young Classic in cui si sfidano 32 donne provenienti da NXT o da circuiti indipendenti. Kaitlyn supera il primo turno sconfiggendo Kavita Devi il 19 settembre. Il 10 ottobre, durante il secondo turno del Mae Young Classic, viene eliminata da Mia Yim, ma riceve una standing ovation dal pubblico per la bella presentazione. Il 22 luglio, a Raw Reunion, la si vede nel backstage in un segmento con Torrie Wilson, Santino Marella, Alicia Fox e Dana Brooke.

## Nel wrestling

### Mosse finali
- Single knee gutbuster
- Spear

### Manager
- Vickie Guerrero

### Wrestler di cui è stata manager
- Derrick Bateman
- Dolph Ziggler

### Soprannomi
- "The Girl Next Door"
- "The Hybrid Diva"
- "KaitMan"
- "The Powerhouse Diva"
- "The Thunder and Lighting Combination"

### Musiche d'ingresso
- You Make the Rain Fall di Kevin Rudolf (7 settembre 2010-10 marzo 2011)
- Let's Go degli Hollywood Records (11 marzo 2011–29 febbraio 2012)
- Spin the Bottle di Ashley Jana (4 aprile 2012–23 febbraio 2013)
- Higher di Nicole Tranquillo (8 marzo 2013–gennaio 2014)
- Set It Off (Instrumental) di Benjamin Burbary, Jesse Allen Williams e John August Pregler (19 settembre 2018–10 ottobre 2018)

## Titoli e riconoscimenti
- Defiant Pro Wrestling
  - DPW Women's Championship (1)
- Pro Wrestling Illustrated
  - 5ª tra le 50 migliori wrestler femminili nella PWI Female 50 (2013)
- Slam Force Africa
  - SFA Women's Championship (1)
- World Wrestling Entertainment
  - WWE Divas Championship (1)
  - NXT (3ª stagione)
- Wrestling Observer Newsletter
  - Worst Worked Match of the Year (2010) – vs. Maxine